# Чернова, Наталья Александровна
Наталья Александровна Чернова (род. 6 марта 1976) — российская прыгунья на батуте, 
многократная чемпионка мира.

## Карьера
Н.А. Чернова родилась в Краснодаре. Там и начала заниматься прыжками на батуте у В.Ф. Дубко.
Многократная чемпионка России. В индивидуальном зачёте была чемпионкой Европы в 2002 году в Санкт-Петербурге. На чемпионате мира 2005 года стала серебряной  в индивидуальном зачёте. В паре и команде трижды была чемпионкой мира.
Участница двух Олимпиад. В индивидуальном зачёте была 4-й на 
Олимпиаде 2004 года и 11-й на Олимпиаде 2008 года.